# ANAクラウンプラザホテル釧路
ANAクラウンプラザホテル釧路（ANA CROWNE PLAZA KUSHIRO）は、北海道釧路市にあるホテル。

## 沿革
- 1993年（平成05年）：フジタ建物がANAホテルズ&リゾーツとフランチャイズ契約し、「釧路全日空ホテル」として開業。
- 2006年（平成18年）：日本ホテルインベストメントが買収。
- 2011年（平成23年）：GHSが買収[4]。
- 2013年（平成25年）：「ANAクラウンプラザホテル釧路」へリブランド[3][5]。

## 施設
客室
- スタンダードシングルルーム (16.7 m²)
- デラックスシングルルーム (17.5 m²)
- スタンダードツインルームA (24.0 m²)
- スタンダードツインルームB (25.2 m²)
- コーナーツインルーム (31.2 m²)
- ダブルルーム
- ロイヤルスイートルーム
- クラウンスイートルーム

レストラン・バー
- メインダイニング デルナード
- 京料理 雲海
- 鉄板焼 藤
- トップラウンジ ビギンズ
- ムッシュ楡金 プライベートダイニング（完全予約制）

ウェディング
- チャペル挙式
- 人前挙式
- 神前挙式
- 美容室「ラ・スターゼ」
- ドレスギャラリー「衣舞」

宴会・会議
- 大宴会場「万葉」（3分割可） (600 m²)
- 中宴会場「芙蓉」（2分割可） (315 m²)
- 小宴会場
  - 「華」「雅」「錦」 (各48 m²)
  - 「寿」 (20 m²)

その他
- ケーキショップ

## アクセス
釧路フィッシャーマンズワーフMOOや釧路市観光国際交流センター、北海道立釧路芸術館に隣接している。
- 北海道旅客鉄道（JR北海道）釧路駅から車で約5分、徒歩で約15分
- 釧路空港（たんちょう釧路空港）から車で約40分